# 區則敬
區則敬，號賓臣，中國清朝官員，廣東廣州府新會縣]]人，監生出身。於光緒元年十一月廿七日（1875年12月24日）擔任恆春知縣一職，後因案撤卸，病故在署。